# Bohdan Józef Paszkowski
Bohdan Józef Paszkowski (ur. 31 stycznia 1965 w Białymstoku) – polski polityk i prawnik. W 2007 i w latach 2015–2023 wojewoda podlaski, senator VII, VIII i IX kadencji.

## Życiorys
Syn Andrzeja. Ukończył studia na Wydziale Prawa Filii Uniwersytetu Warszawskiego w Białymstoku (obecnie Uniwersytet w Białymstoku). W latach 1990–1992 odbył aplikację sędziowską w Sądzie Wojewódzkim w Białymstoku. W 1993 uzyskał uprawnienia radcy prawnego. Od grudnia 1994 do grudnia 2006 zajmował stanowisko sekretarza miasta Białegostoku.
Od stycznia do listopada 2007 pełnił funkcję wojewody podlaskiego. W tym samym roku w przedterminowych wyborach parlamentarnych z listy Prawa i Sprawiedliwości został wybrany na senatora VII kadencji w okręgu białostockim, otrzymując 129 371 głosów. W wyborach w 2011 z powodzeniem ubiegał się o reelekcję w okręgu nr 59. W 2015 po raz trzeci został wybrany na senatora.
8 grudnia 2015 został ponownie powołany na stanowisko wojewody podlaskiego, co skutkowało wygaśnięciem jego mandatu senatorskiego. W wyborach parlamentarnych 2019 bez powodzenia kandydował do Sejmu IX kadencji, uzyskując 5442 głosy. Funkcję wojewody sprawował do grudnia 2023.

## Odznaczenia
- Srebrna Odznaka „Zasłużony dla Ochrony Przeciwpożarowej” (2017)[1]
- Złoty Medal za Zasługi dla Straży Granicznej (2021)[7]
- Medal „Pro Bono Poloniae” (2023)[8]